# Telescopus tessellatus
Telescopus tessellatus är en ormart som beskrevs av Wall 1908. Telescopus tessellatus ingår i släktet Telescopus och familjen snokar.
Inga underarter finns listade i Catalogue of Life.
Artens utbredningsområde är östra Irak öch nordvästra Iran. Denna orm lever i klippiga stäpper, torra buskskogar och i andra steniga områden med glest fördelad växtlighet. Honor lägger ägg.
För beståndet är inga hot kända. Hela populationen anses vara stor. IUCN kategoriserar arten globalt som livskraftig.